# Géoparc (Saint-Dié-des-Vosges)
Pour les articles homonymes, voir Géoparc (homonymie).
Géoparc est une zone d'activités sportives et culturelles privée installée à Saint-Dié-des-Vosges, en France.

## Description
La société Géoparc est établie sur un terrain de 130 ha composé de 3 lacs (50 ha en tout),, de forêts et d'aménagements sportifs :
- un circuit automobile de 2500 m destiné à des stages et baptêmes de conduite sportive et des stages de sécurité routière
- un circuit de glace réfrigéré unique au monde pour accueillir le Trophée Andros
- trois plans d'eau dont un réservé pour la pêche et un à la pratique de la motomarine
- un terrain de franchissement pour les 4x4
- un circuit de karting de 600 m de long et 6 m de large

Les travaux de création du site ont été entamés en octobre 2004.
Le site a été inauguré le 11 mars 2005 lors de l'accueil de la superfinale du Trophée Andros. Une nouvelle épreuve de ce Trophée s'est déroulée en 2007. Les pilotes, Alain Prost, Olivier Panis... côtoyaient les people, Jean-Pierre Pernaut et consorts.
Une discothèque « Le Papillon » a été ouverte à Géoparc en décembre 2006.
Les 1er et 2 juin 2007, le Festival Drop'n Rock s'est déroulé à Géoparc.